# Israelites
"Israelites" is een reggae-/skanummer van Desmond Dekker & the Aces uit 1969.
Het nummer, afkomstig van het album The Israelites, is geschreven door Dekker en Leslie Kong en is gezongen in het Jamaicaans-Patois. Hoewel de teksten daardoor niet zeer goed te volgen waren voor Engelstalige luisteraars, werd het de eerste reggae nummer 1-hit in het Verenigd Koninkrijk. Ook in de Single Top 100 en de Duitse hitlijst werd de eerste plek behaald. In de VS en veel andere Europese landen werd het nummer ook een top 10-hit. 
De titel van het nummer verwijst naar de twaalf stammen van Israël, iets waarmee de Rastafari, waartoe Dekker ook behoorde, zich nauw verwant voelden.  

## Hitnoteringen

### Nederlandse Top 40
| Hitnotering: 10-05-1969 t/m 12-07-1969 | Hitnotering: 10-05-1969 t/m 12-07-1969 | Hitnotering: 10-05-1969 t/m 12-07-1969 | Hitnotering: 10-05-1969 t/m 12-07-1969 | Hitnotering: 10-05-1969 t/m 12-07-1969 | Hitnotering: 10-05-1969 t/m 12-07-1969 | Hitnotering: 10-05-1969 t/m 12-07-1969 | Hitnotering: 10-05-1969 t/m 12-07-1969 | Hitnotering: 10-05-1969 t/m 12-07-1969 | Hitnotering: 10-05-1969 t/m 12-07-1969 | Hitnotering: 10-05-1969 t/m 12-07-1969 | Hitnotering: 10-05-1969 t/m 12-07-1969 |
| Week                                   | 1                                      | 2                                      | 3                                      | 4                                      | 5                                      | 6                                      | 7                                      | 8                                      | 9                                      | 10                                     |                                        |
| -------------------------------------- | -------------------------------------- | -------------------------------------- | -------------------------------------- | -------------------------------------- | -------------------------------------- | -------------------------------------- | -------------------------------------- | -------------------------------------- | -------------------------------------- | -------------------------------------- | -------------------------------------- |
| Positie                                | 15                                     | 3                                      | 1                                      | 1                                      | 2                                      | 3                                      | 5                                      | 10                                     | 18                                     | 32                                     | uit                                    |

### Parool Top 20/Hilversum 3 Top 30
| Hitnotering: 10-05-1969 t/m 05-07-1969 | Hitnotering: 10-05-1969 t/m 05-07-1969 | Hitnotering: 10-05-1969 t/m 05-07-1969 | Hitnotering: 10-05-1969 t/m 05-07-1969 | Hitnotering: 10-05-1969 t/m 05-07-1969 | Hitnotering: 10-05-1969 t/m 05-07-1969 | Hitnotering: 10-05-1969 t/m 05-07-1969 | Hitnotering: 10-05-1969 t/m 05-07-1969 | Hitnotering: 10-05-1969 t/m 05-07-1969 | Hitnotering: 10-05-1969 t/m 05-07-1969 | Hitnotering: 10-05-1969 t/m 05-07-1969 |
| Week                                   | 1                                      | 2                                      | 3                                      | 4                                      | 5                                      | 6                                      | 7                                      | 8                                      | 9                                      |                                        |
| -------------------------------------- | -------------------------------------- | -------------------------------------- | -------------------------------------- | -------------------------------------- | -------------------------------------- | -------------------------------------- | -------------------------------------- | -------------------------------------- | -------------------------------------- | -------------------------------------- |
| Positie                                | 14                                     | 3                                      | 1                                      | 1                                      | 2                                      | 4                                      | 8                                      | 12                                     | 16                                     | uit                                    |

### NPO Radio 2 Top 2000
| Nummer met noteringen in de NPO Radio 2 Top 2000 | '99  | '00  | '01  | '02  |
| ------------------------------------------------ | ---- | ---- | ---- | ---- |
| Israelites                                       | 1544 | 1696 | 1859 | 1959 |

1. ↑  Een vetgedrukt getal geeft de hoogste notering aan.
2. ↑  Deze tabel is bijgewerkt tot en met de laatste editie (2024).